# (152514) 2005 YJ137
(152514) 2005 YJ137 es un asteroide perteneciente al cinturón de asteroides, región del sistema solar que se encuentra entre las órbitas de Marte y Júpiter.
Fue descubierto el 26 de diciembre de 2005 por el equipo del proyecto Spacewatch desde el observatorio Nacional de Kitt Peak.

## Designación y nombre
Designado provisionalmente como 2005 YJ137.

## Características orbitales
(152514) 2005 YJ137 está situado a una distancia media del Sol de 3,174 ua, pudiendo alejarse hasta 3,665 ua y acercarse hasta 2,683 ua. Su excentricidad es 0,155 y la inclinación orbital 1,832 grados. Emplea 2065,50 días en completar una órbita alrededor del Sol.
Los próximos acercamientos a la órbita de Júpiter ocurrirán el 4 de agosto de 2074, el 9 de julio de 2085 y el 25 de junio de 2096.
Pertenece a la familia de asteroides de (24) Themis.

## Características físicas
La magnitud absoluta de (152514) 2005 YJ137 es 15,79. 